# Rohonczy Gedeon
Felsőpulyai Rohonczy Gedeon Pál Zsigmond Miklós (Pest-Buda, 1852. január 15. – Budapest, 1929. október 14.), országgyűlési képviselő, földbirtokos.

## Élete

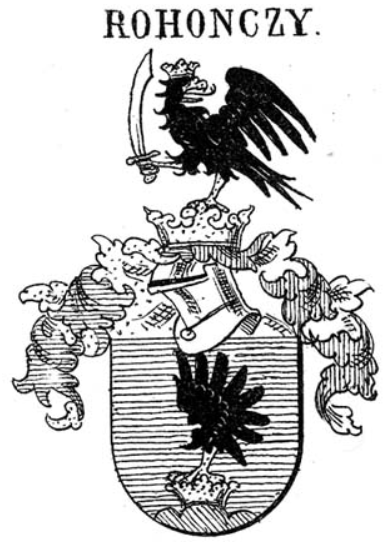
A felsőpulyai Rohonczy család címere (a Siebmacher féle könyvből)

A római katolikus nemesi származású felsőpulyai Rohonczy család sarja. Édesapja, Rohonczy Lipót (1807–1861), földbirtokos, 1848-ban a szabadságharc alatt a Károlyi-huszárezred ezredese volt. A forradalom végén megsebesült, elfogták és halálra ítélték. Barátai közbenjárására azonban ítéletét életfogytiglani rabságra módosították. Olmützben raboskodott, 1851-ben, Gedeon születése előtt pár hónappal (más források szerint már egy évvel korábban) kegyelmet kapott. 1861-ben halt meg. Édesanyja törökbecsei Sissányi Klára (1817–1861), Törökbecse kegyurának, Pavle Hadžimihajlonak az unokája, akinek a 2000 holdas törökbecsei hozománya alapozta meg a Rohonczy család uradalmát. Rohonczy Gedeonnak három fiú- és két leány testvére volt: Rohonczy László (1852–1873), az ikertestvére; Rohonczy Aladár (1845–1902); Rohonczy Ödön (1846–1896), cs. és kir. huszárkapitány; báró muraniczi Horváth Gedeonné Rohonczy Ilona (*1848–†?); és Rohonczy Mária.
Tanulmányai befejeztével törökbecsei birtokán gazdálkodott. 1874-ben eljegyezte Lónyai Flórát, Lónyai Albert leányát, majd 1875. május 4-én megházasodott. Az 1879-es szegedi árvíz alkalmával helyettes kormánybiztos volt és részt vett a mentési munkálatokban, amiért a királytól elismerő nyilatkozatot nyert.
A Tisza Kálmán által vezetett Szabadelvű Párt tagja, amely 30 éven keresztül kormányozta az országot. A parlamentben a Vízügyi bizottság munkájában vett részt. 1878 és 1901 között Törökbecse képviselője.
Ismert volt bőbeszédű és mulatságos parlamenti beszédeiről, amelyet Mikszáth Kálmán is kifigurázott írásaiban.
Párbajozott több alkalommal. Báttaszéki Lajossal történt párbaja miatt egy napi fogházzal büntették.
Folyosói szóváltás és lökdösődés után Rohonczy Gedeon kormánypárti képviselő rálőtt az őt és párttársait hevesen szidalmazó fiatalemberre, Schamorzil Kálmánra, akinek a sérülése nyolc napon belül gyógyult.
1898. február 14-én azonban kilépett a szabadelvű pártból. Kilépésének egyik okát a február 12-én és 13-án tartott képviselőházi ülésen mondott beszéde idézte elő, melyben az 1896. általános választásokat bírálta. A másik ok a Bánffy-kormányzat erélytelensége volt a szocialista mozgalommal szemben.
A törökbecsei kerületben az 1901-es választásokat elveszítette a szerb Pavlovics Ljubomir ellen. A mandátum odaadása ellen izgatás címén fellebbeztek, de a bíróság elutasította ezt és jóváhagyta a választás eredményét.
1902-ben a megismételt tápéi választáson is elindult, de Kelemen Béla függetlenségi és 48-as párti jelölt legyőzte, így megszűnt parlamenti képviselő lenni.

### Munkái
- Jelszó «Az őrült». "Rohonczy Gedeon országos képviselőnek a magyar parlamentben az agrar-socialismus (recte communismus) megfékezése és megoldása szempontjából, a sajtószabadság ellen állítólag elkövetett sérelmének önigazolása. Az e füzetből befolyt tiszta jövedelem az alföldi inségesek segélyezésére fog fordíttatni. Bpest, 1898. márcz."
- Csemege-szőlőnknek exportálhatása. Budapest, 1899. okt. 7.[19]

### Gazdálkodó
Rohonczy Gedeon törökbecsei földbirtokos 1890 után a gyöngyszigeti földbirtokon honosította meg egy Észak-Afrikából hozott szőlőfajtát, amelyből a híres krokán bor készül.
Céltudatos nemesítés eredményeként született Rohonczy Gedeon Tisza gyöngye sárgadinnyefajtája.
Részt vett az 1902-ben megalakult „Magyar Szőlősgazdák Országos Egyesülete"-ben. Birtoka 650 kataszteri holdra terjedt ki, ahol 100 kataszteri holdon termesztett 120 különböző fajtájú szőlőt.

### Lótenyésztő, istállótulajdonos
Alagon és Törökbecsén is tartott fenn istállót, 1901-ben 22 "idomítás alatt" álló lova volt, amivel szép eredményeket ért el lóversenyeken. Híres versenylovai: Ez Tip, Zabfaló, Ugrifüles és Szivárvány. Híres anyakancái: Ezredév, Etuska, Falut ér, Ezerjó és Esti Fény.  Tapasztalt zsokékkal és lovászokkal dolgozott. 
1901 tavaszán vette fel Fred Foster amerikai trénert, akinek módszerével zajos sikereket ért el.
Egy ideig lovak versenyeztetésével is foglalkozott, míg egy Foster nevű amerikai idomárt nem alkalmazott, akiről kiderült (?), hogy doppinggal ért el sikereket Rohonczy lovaival.
1910-ben feloszlatta istállóját, de tenyésztéssel továbbra is foglalkozott.

### Korcsolyázó

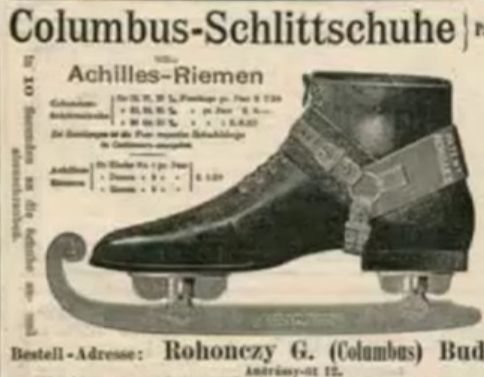
Rohonczy korcsolyája 1891-ben

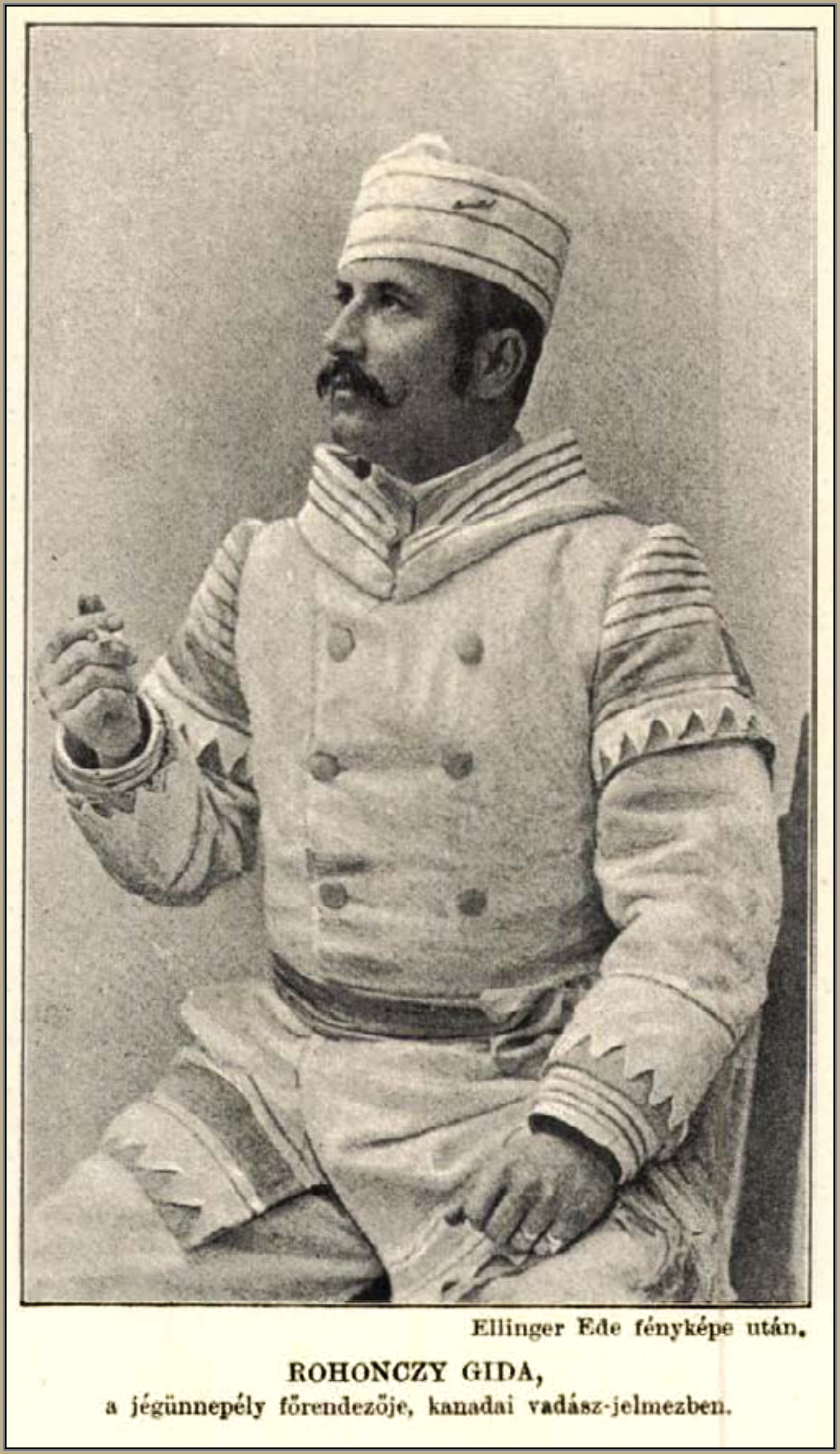

Rohonczy Gedeon feltalálta a Kolombus néven ismert korcsolyát, ami könnyű fel- és lecsatolásáról lett híres.
"«Columbus» a neve az ujonan feltalált korcsolyának, s a feltaláló Kobonczy Gedeon ur, aki már a korcsolyánál egy bokakötő alkalmazásával is magára vonta a figyelmet. De ez uj találmánya valójában genialis és valódi Columbuslojás, egyszerű és czélszerü, s hivatva látszik lenni, az eddig alkalmazott összes korcsolyákat a forgalomból kiszorítani.
Rohonczy Gedeon ur már 11 államban szerezte meg a kiváltságot korcsolyáira, s a jövő hó elején már kapható lesz Budapesten."
Amerikai szabadalmat szerzett egy bokatámogató korcsolyapántra is.
A jégtánc első hazai virtuózai között szerepel Jungfer Matild és Rohonczy Gedeon párosa. Rohonczy az 1890-es években pompás jégünnepélyeket is szervez majd a báli szezonban, látványos díszletekkel, jelmezes bemutatókkal, több ezer fő részvételével. Jungfer Matildban a világszínvonalú díszmű-lakatos és gyáros, Jungfer Gyula leányát sejtjük.
"A budapesti korcsolyázó egyesület villamos gömbökkel és reflektorokkal kivilágított jégpályáján mult vasárnap este (1893 január 15) nagyszabású jelmezes korcsolyünnepély folyt le. A jégre csak jelmezben és korcsolyával lehetett jutni. A jégpályának a Nádor-sziget felé esö oldalán volt felépítve az impozáns jégvár. Nagy hódombot emeltek s azt bástyaalaku falakkal vették körül. A jégvár előtt egy csomó jegesmedve bámulta a két jeges gigerli művészies korcsolyázását. A jégvár tetején a katona banda játszott, mig odabenn, mint utóbb kitűnt. Hófehérke didergett, várva derék felszabaditóját, Karneval herczeget, kinek nagy serege a bekerített vár közelében mutatkozott."
1893 júliusában a Dobsinai-jégbarlangban jégünnepélyt rendezett, kosztümös jégtáncosok részvételével.

### Párbajhős
Duka Péter, 1878
A budapesti kir. ügyészség megkeresése folytán, a budapesti kir. rendőrség 1878. nov. 6-án 55193. sz. a. jelentésében előadja, hogy Rohonczy Gedeon orsz. képviselő és báró Duka Péter pisztolylyal párbajt vivtak; a párbajnál tanuk báró Üchtritz Zsigmond, Kiss Miklós és gr. Teleky Domokos orsz. képviselők voltak.
A mentelmi bizottság megtagadta a képviselő vizsgálat alá helyezését, mert nem látta bizonyítottnak a párbaj megtörténtét.
 Hieronymi Károly, 1882  
Hieronymi Károly volt államtitkárral vivott párbaja.
 Várady Gábor, 1882 
A budapesti kir. törvényszék büntető osztálya 16,632. B. 1882. szám alatt tudatja, hogy Várady Gábor és Rohonczy Gedeon képviselők 1882. évi június 3-án tartott nyilvános ülésében párbaj vétségében bűnösöknek mondattak ki és egyenként két-két heti államfogházbüntetésre ítéltettek.
 Bátaszéky Lajos, 1894 
1894 márczius hó 9-én Rohonczy Gedeon orsz. képviselő és Bátaszéky Lajos hírlapíró között a budapesti athletikai klub helyiségeiben kardpárbaj volt, mely Bátaszéki Lajos megsebesülésével végződött. A Kúria 14 nap fogházbüntetést szabott ki rá, amit később 1 napra csökkentettek.
 Dániel László, 1899 
1899. évi január hó 19-én Dániel László földbirtokossal pisztolypárbajt vívott és ez által a büntető-törvénykönyv 296. § ába ütköző vétséget követtet el. 2 nap fogházra ítélték.
 Ugron Gábor, 1890 
Ugrón Gábor és Rohonczy Gedeon orsz. képviselő urak folyó év márczius hó 10-én kardpárbajt vivtak. A kir. ügyészség indítványára a budapesti kir. törvényszék vizsgálatot rendelt el.

### Rohonczy gyufatartója
"A hetvenes években, mikor az őszt, gyakran még karácsonyt is, Gödöllőn töltötte a királyi család, gyakoriak voltak a vadászatok, melyekre a magyar úri társaság is hivatalos volt. 
A Rákoson gyakran lehetett látni szélsebesen átnyargaló vadászcsapatot, daliás férfiakat, karcsú hölgyeket. Élükön repült mindig a királyné és a király. Az akkor boldog, derült lelkű királyi pár. Hiszen a lovasok közt száguldott egy nyúlánk ifjú, két korona örököse, két birodalom reménye. A vadásztársaságban volt Rohonczy Gedeon — akkor még Gida — is. Neki volt egy csinos gyufatartója, mely nagy népszerűségnek örvendett. Ha a király rá akart gyújtani, csak Rohonczyhoz fordult: — Kérem a gyufatartóját! 
A királyi hercegek is a népszerű gyufatartót kérték, mely mindig kéznél volt és hűségesen szolgáltatta a tüzet a fejedelmi szivarok számára. Rohonczy egyszer lovaglás közben elvesztette a gyufatartót. Nemsokára arra lovagolt a királyné, észrevette a földön heverő kincset és megismerte. — Ni, az a gyufatartó Rohonczyé! mondotta. Lovászával fölvétette és átadatta tulajdonosának. A gyufatartót tulajdonosa most ereklyeként őrzi. Ilyen vadászat alkalmával történt, hogy Rohonczy Gidának gig-be (kétkerekű lovaskocsi) fogott lovát egy fiatal Harkányi cirógatta. A ló megbokrosodott, elragadta a gig-et, mely fölfordult és átment Rohonczyn, kinek két bordája eltört. Eszméletlenül terült el a földön. Rákospalota közelében történt a szerencsétlenség. A sebesültet a közeli Károlyi-tanyára akarták vinni. A királyné azonban elrendelte, hogy az ő még közelebb levő villájába vigyék. Mikor a sebesült eszméletére tért, szobában találta magát és az orvoson kivül két hölgyet látott maga előtt, kik az orvosnak segédkeztek. Az egyik a királyné volt, a másik udvarhölgye." 

## Házasságai és örökösei

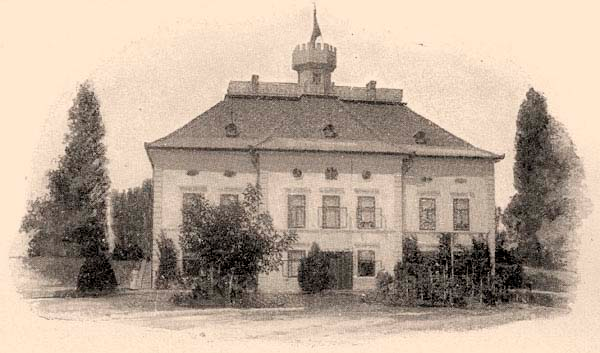
Rohonczy-kastély (Gyöngysziget

Feleségül vette 1875. május 4-én a régi köznemesi származású nagylónyai és vásárosnaményi Lónyay Flóra (*1854.†1929. november 13.) kisasszonyt, akinek a szülei nagylónyai és vásárosnaményi Lónyay Albert (1823–1904), földbirtokos, Ugocsa vármegye főispánja, és felsőkubinyi Kubinyi Róza (1827–1863) voltak. A boldogtalan gyermektelen házasság végül válásban végződött.
Rohonczy Gedeon Kreutzer Etelkával (*Ferencvárosi, Pest, 1865. december 15.–†?) élettársi kapcsolatban élt hosszú évekig. Rohonczy Gedeon miután elvált Lónyay Flórától hamarosan feleségül vette 1896. április 28.-án Budapesten özvegy lülei és sötétkúti Lülley Albert Bertalanné Kreutzer Etelkát, Kreutzer Károly, építész és Haag Emília lányát. Ekkor Rohonczy Gedeon Kreutzer Etelka két árva leányát örökbe fogadta, és a saját gyerekeiként nevelte fel, örökségében részesítette őket.
- Rohonczy (Lülley ) Etelka Gizella (*Budapest, 1890. május 10.-†?). Eredetileg Kreutzer Etelka és lülei és sötétkúti Lülley Albert Bertalan (1814–1895), 1848–49-es honvédfőhadnagy, budapesti ügyvéd lánya.[43] 1897-ben keresztapja, Rohonczy Gedeon, a kislányt örökbefogadta és ezzel a "Rohonczy" vezetéknevet is ráruhazták.[44][45] Férje, sombereki Sauska István János Jenő (*Bár, Baranya vármegye, 1886. április 24.–†Budapest, 1918. április 21.), földbirtokos, tartalékos huszár főhadnagy.[46][47]
- Rohonczy (Lülley) Mária Margit (*Budapest, 1891. június 3.–†Bécs, 1962. október 15.). Eredetileg Kreutzer Etelka és lülei és sötétkúti Lülley Albert Bertalan (1814–1895), 1848–49-es honvédfőhadnagy, budapesti ügyvéd lánya.[43] 1897-ben keresztapja, Rohonczy Gedeon, a kislányt örökbefogadta és ezzel a "Rohonczy" vezetéknevet is ráruhazták.[48] Férje, báró mezőszegedi Szegedy-Ensch Sándor (*Gyöngyöshermán, 1893. május 5.- †Rohonc, 1984. október 1.) huszárfőhadnagy.

Sauska Istvánné Rohonczy Etelka unokája Sauska Krisztián, aki Amerikában lett vagyonos ember, majd Villányban hozott létre pincészetet.
Sauska Istvánné Rohonczy Etelkának egy másik unokája Jármy Péter vállalkozó, a Budapesti Agrárkamara alelnöke.
Dr. Horányi Béla felesége, Rohonczy Etelka Erzsébet (*Törökbecse, Torontál vármegye, 1903. november 19.–†Budapest, 1994. április 23.) Rohonczy Gedeon unokatestvére.

### Öröksége
A Gyöngy-szigeten (Biserno ostrvo) áll a Rohonczy által a 19. sz. végén épített kastély, amely ma romos állapotban van.
A törökbecsei katolikus temetőben van a Rohonczy család síremléke, amelyet az Aracs Pusztatemplom Polgári Társulás kezdeményezésére és szervezésében a helyi fiatalok rendbehoztak.

### Könyvei
Rohonczy Gedeon nyilt levele gróf Andrássy Gyulához Pallas, Budapest, 1905 https://www.antikvarium.hu/konyv/grof-andrassy-gyula-rohonczy-gedeon-rohonczy-gedeon-nyilt-levele-grof-andrassy-gyulahoz-s-a-valasz-533629 Hozzáférés: 2024.02.03
Az "Őrült" https://bookline.hu/product/home.action?_v=Rohonczy_Gedeon_Jelszo_Az_orult_&type=20&id=1137286  2024.02.03

### Emlékezete
• Rohonczy Gedeon Mentorprogram